# Renée Slegers
Renée Josiena Anna Slegers (Someren-Eind, 5 febbraio 1989) è un'allenatrice di calcio ed ex calciatrice olandese, di ruolo centrocampista, tecnico dell'Arsenal femminile.
Nella quasi sua quasi ventennale carriera da giocatrice ha vestito in patria la maglia del Willem II, per terminare poi la carriera nel campionato svedese giocando prima per il Djurgården e poi, vincendo un campionato e due Coppe di Svezia, per il Linköping. Ha inoltre indossato la maglia della nazionale olandese, siglando 15 reti su 55 presenze, disputando anche la fese finale dell'Europeo di Svezia 2013.
Dopo il ritiro dal calcio giocato decide di continuare la carriera come allenatrice, ricoprendo quest'incarico prima con il Limhamn Bunkeflo, e rilevando poi Jonas Eidevall, passato all'Arsenal nell'estate 2021, sulla panchina del Rosengård, squadra con la quale ottiene il suo primo titolo da tecnico di campione di Svezia, per poi raggiungere Eidevall come sua vice, e da allenatrice ad interim dovo il suo esonero riportare la vittoria in Champions League al club inglese.

## Carriera

### Calciatrice

#### Club
All'inizio della carriera Slegers dà i primi calcio nell'SSE, club di calcio amatoriale con sede a Someren-Eind, piccolo centro del Brabante Settentrionale dove nasce e cresce con la famiglia.
Nel 2006 coglie l'occasione per fare la sua prima esperienza all'estero, unendosi all'Arsenal, dove gioca nella sua formazione giovanile per un anno prima di fare ritorno nei Paesi Bassi.
Con l'istituzione dell'Eredivisie, primo campionato nazionale professionistico di calcio femminile, alla partenza della prima edizione del campionato, nell'estate 2007 si trasferisce al Willem II, una delle sei squadre che sono iscritte all'esordio. Slegers rimane legata alle Tricolores di Tilburg per quattro stagioni, cogliendo come miglior risultato un secondo posto in Eredivisie al campionato d'esordio e le semifinali di Coppa nelle stagioni 2007-2008 e 2009-2010 prima che la società annunciasse nel febbraio 2011, in difficoltà finanziarie, lo scioglimento della sezione femminile a fine stagione.
Prima del termine della stagione di Eredivisie 2010-2011 Slegers si accorda con il Djurgården per disputare la Damallsvenskan, livello di vertice del campionato svedese, iniziando la sua seconda esperienza all'estero con quella che sarà la sua nazione d'adozione sportiva. A disposizione del tecnico Patrik Eklöf scende in campo fin dalla 1ª giornata di campionato, il 10 aprile, nella vittoria interna per 2-1 con le avversarie dello Jitex BK, andando a rete per la prima volta all'8ª giornata, siglando l'unica rete nella sconfitta casalinga per 3-1 con il KIF Örebro. nella sua prima stagione con la società di Stoccolma matura 14 presenze con 2 reti in campionato, e una presenza in Coppa di Svezia. Rimane legata al Djurgården anche per la stagione successiva, maturando, oltre all'unica presenza in Coppa, 17 presenze in campionato e realizzando altre 2 reti, campionato che rispetto all'8º posto della stagione precedente vede la squadra perdere competitività chiudendo all'11º e penultimo posto con la conseguente retrocessione della squadra in Elitettan.
Per il 2013 si trasferisce, rimanendo sempre in Svezia, al Linköping per quella che si rivelerà la parte della carriera da calciatrice più ricca di trofei ma problematica per i ricorrenti infortuni. Sotto la direzione tecnica di Martin Sjögren, nella sua prima stagione con il club della contea di Östergötland scende in campo in tutti i 22 incontri di campionato siglando 4 reti, alle quali si aggiungono le 3 su 4 presenze in Svenska Cupen damer, trofeo che ottiene per la prima volta condividendo dagli spalti, vittima dell'ennesimo infortunio, la vittoria per 2-1 il Kristianstads DFF nella finale del 7 agosto 2014 della lunga stagione 2013-2014. La prima parte della stagione 2015 è spesa per il recupero dall'infortunio, tornando a disposizione di Sjögren solo da fine agosto, condividendo comunque con le compagne la conquista della seconda Coppa consecutiva vinta nella finale del 9 agosto 2015 battendo il Rosengård per 2-0. Gioca le ultime sette partite di campionato, tornando in campo il 2 settembre, nella vittoria casalinga per 2-0 con l'Umeå IK alla 16ª giornata. Nell'ultima stagione il suo impiego è più costante, disputando 18 dei 22 incontri di campionato e riuscendo a dare un concreto contributo alla conquista del suo primo titolo di Campione di Svezia da giocatrice con due turni d'anticipo.
L'infortunio subito con la nazionale in amichevole nel novembre 2016 si rivela difficile da superare tanto che, dopo oltre un anno di inattività, nel febbraio 2018 decide di ritirarsi dal calcio giocato.

#### Nazionale

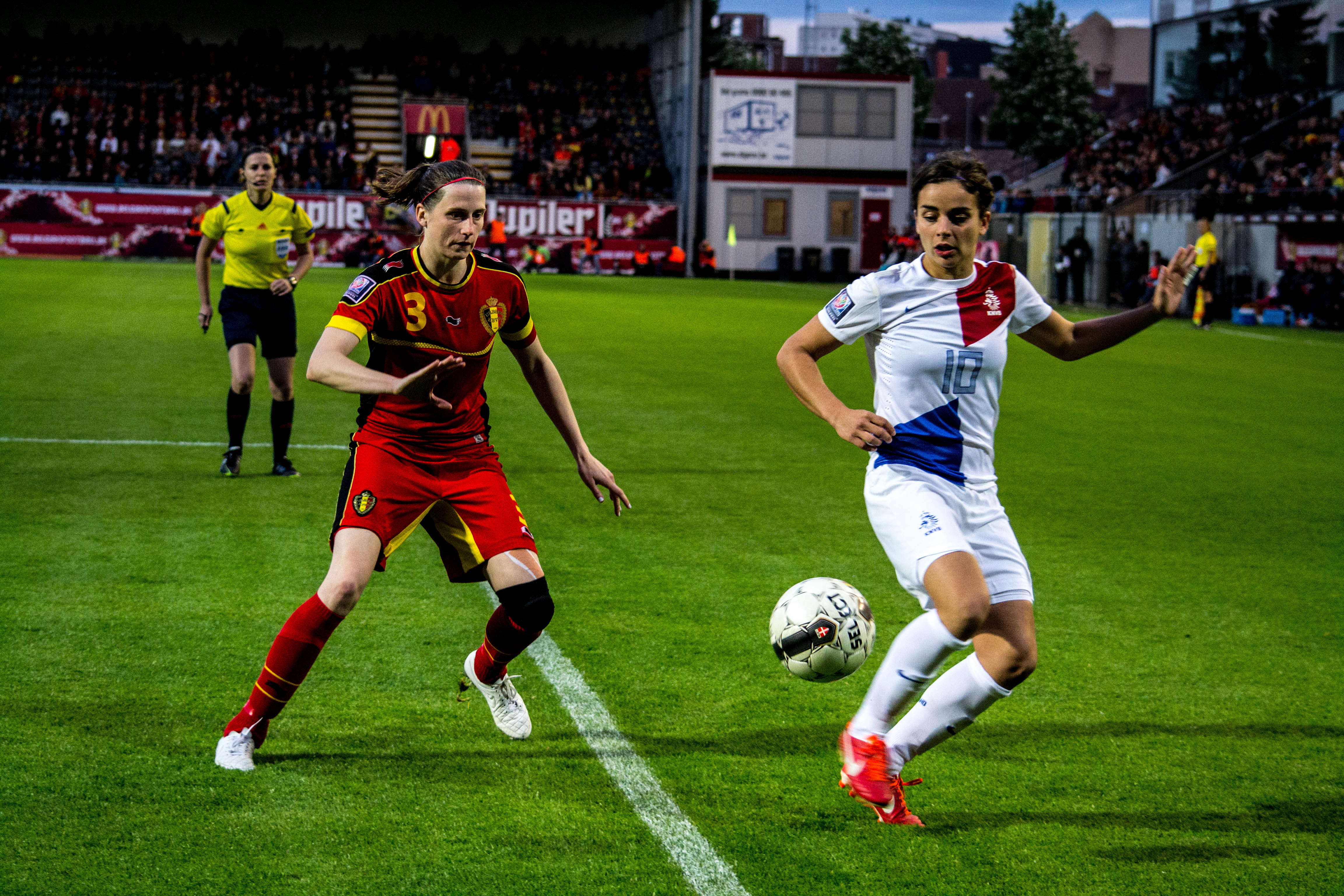
Heleen Jaques (a sx,) con Slegers in una fase di gioco durante le qualificazioni al Mondiale di Canada 2015.

Nel 2009 Slegers inizia ad essere convocata dalla commissario tecnico Vera Pauw nella nazionale maggiore in occasione dell'edizione di quell'anno della Cyprus Cup, facendo il suo debutto con la maglia delle Oranje il 5 marzo, rilevando per qualche minuto a fine partita Manon Melis nella vittoria per 2-1 sulla Russia nel primo incontro del gruppo B
Anche se avrebbe potuto avere qualche chance per l'infortunio occorso a Sylvia Smit, nella successiva estate Pauw decide di non inserirla nella rosa delle ragazze qualificate alla fase finale dell'Europeo di Finlandia 2009, dovendo rimandare di quattro anni il suo debutto a una fase finale di un Europeo, selezionata dal ct Roger Reijners per quello di Svezia 2013. Reijners continuò a darle fiducia anche per gli anni seguenti con le Oranje che riescono ad accedere al loro primo campionato mondiale di categoria, quello di Canada 2015, tuttavia Slegers, infortunata, non può essere inserita in lista, così come, sempre per infortunio a un legamento crociato rimediato in amichevole con l'Inghilterra il 29 novembre 2016, è costretta a saltare la convocazione anche per l'Europeo casalingo del 2017

### Allenatrice
Dopo aver concluso la sua carriera calcistica, Slegers ha frequentato dei corsi per allenatori in Svezia. Rimasta nel paese scandinavo, nel 2018 dal Limhamn Bunkeflo ottiene l'incarico di allenare la sua formazione Under-19 per passare responsabile tecnico della prima squadra dalla stagione successiva.
Durante i Mondiali di Francia 2019 Slegers, assieme tra le altre a Marleen Wissink, Nangila van Eyck e Janneke Bijl, è stata una delle accompagnatrici della nazionale olandese.
Nel 2020 ha iniziato a lavorare al Rosengård come capo allenatore della seconda squadra e ha iniziato il corso per conseguire la licenza UEFA Pro, il massimo diploma per un allenatore di calcio. Il 28 giugno 2021 fu annunciato che Slegers fu promossa all'interno del club e sarebbe diventata il nuovo capo allenatore della prima squadra, succedendo a Jonas Eidevall che aveva lasciato il club per l'Arsenal. All'inizio di quello stesso anno Slegers ha inoltre ricevuto l'incarico da parte della Federcalcio svedese di assumere la direzione tecnica della nazionale femminile Under-23, posizione che avrebbe continuato a combinare con l'incarico di capo allenatore al Rosengård. Nell'ottobre 2021 Slegers ottiene il suo promo importante successo come allenatrice, vincendo con due giornate d'anticipo il titolo di Campione di Svezia 2021, il 12º conquistato dalla squadra di Malmö nelle sue diverse denominazioni.

## Palmarès

### Calciatrice

#### Club
- Campionato svedese: 3

Linköpings: 2016
- Coppa di Svezia: 2

Linköpings: 2013-2014, 2014-2015

### Allenatrice

#### Competizioni nazionali
- Campionato svedese: 1

Rosengård: 2021

#### Competizioni internazionali
- UEFA Women's Champions League: 1

Arsenal: 2024-2025